# Berard Toshio Oshikawa

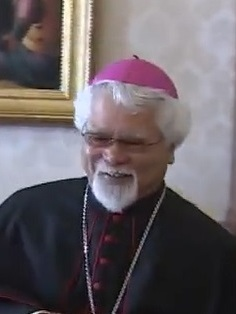
Berard Toshio Oshikawa, 2015

Berard Toshio Oshikawa OFMConv (jap. ベラルド 押川 壽夫, Berarudo Oshikawa Toshio; * 25. März 1941 in Naze (heute: Amami), Präfektur Kagoshima) ist ein japanischer Ordensgeistlicher und emeritierter römisch-katholischer Bischof von Naha.

## Leben
Berard Toshio Oshikawa trat der Ordensgemeinschaft der Minoriten bei und empfing am 21. Dezember 1967 die Priesterweihe. Papst Johannes Paul II. ernannte ihn am 24. Januar 1997 zum Bischof von Naha.
Der Altbischof von Naha, Peter Baptist Tadamarō Ishigami OFMCap, weihte ihn am 24. Januar 1997 desselben Jahres zum Bischof; Mitkonsekratoren waren Stephen Fumio Hamao, Bischof von Yokohama, und Paul Shinichi Itonaga, Bischof von Kagoshima.
Papst Franziskus nahm am 9. Dezember 2017 seinen altersbedingten Rücktritt an.